# Hermogenes Concepcion sr.
Hermogenes Concepcion sr. (Cabanatuan, 19 april 1887 - ?) was een Filipijns politicus.

## Biografie
Hermogenes Concepcion werd geboren op 19 april 1887 in Cabanatuan in de Filipijnse provincie Nueva Ecija. Zijn ouders waren Angel Concepcion en Angela Sombillo. Concepcion studeerde rechten en behaalde in 1915 zijn bachelor-diploma. In 1922 werd hij voor drie jaar gekozen tot afgevaardigde van Nueva Ecija in het Filipijns Huis van Afgevaardigden. In 1928 werd hij nogmaals voor drie jaar voor deze positie gekozen. Bij de verkiezingen van 1934 werd Concepcion namens het 2e senaatsdistrict gekozen in de Senaat van de Filipijnen. Zijn termijn eindigde het jaar erop, toen de Senaat werd opgeheven na de ratificatie van de Filipijnse Grondwet in 1935 en de oprichting van het Gemenebest van de Filipijnen en vervolgens overging op de eenkamerige Nationale Assemblee.
Concepcion was getrouwd met Rosario Diaz en kreeg met haar vier kinderen. Hun zoon Hermogenes Concepcion jr. werd later rechter van het Hooggerechtshof van de Filipijnen. Een andere zoon Angel Concepcion was afgevaardigde namens het 2e kiesdistrict van Nueva Ecija.